# Gulaphallus
Gulaphallus is een geslacht van straalvinnige vissen uit de familie van de dwergaarvissen (Phallostethidae).

## Soorten
- Gulaphallus panayensis (Herre, 1942)
- Gulaphallus bikolanus (Herre, 1926)
- Gulaphallus eximius Herre, 1925
- Gulaphallus falcifer Manacop, 1936
- Gulaphallus mirabilis Herre, 1925